# Arszak Aleksandrow
Arszak Siemionowicz Aleksandrow (ros. Аршак Семёнович Александров, ur. 1881 w Batumi, zm. 1957 w Moskwie) – rewolucjonista, radziecki działacz partyjny.

## Życiorys
W 1900 wstąpił do SDPRR, w 1901 i w 1902 został aresztowany i zesłany, w 1904 ponownie aresztowany i następnie skazany na zesłanie do guberni irkuckiej, skąd zbiegł. W 1905 został aresztowany i odesłany na miejsce zesłania, ponownie zbiegł, w czerwcu 1906 został ponownie aresztowany i 27 września 1908 skazany na 6 lat katorgi w Chersoniu. W 1914 osiadł w guberni irkuckiej, w 1915 został po raz szósty aresztowany i odesłany na miejsce zesłania, 19 marca 1917 amnestionowany. W 1917 był agitatorem grupy SDPRR(b) w Odessie i członkiem Krzemieńczuckiego Komitetu SDPRR(b) oraz głównego Komitetu SDPRR(b) Ukrainy. W 1918 kierował Wydziałem Agitacyjno-Propagandowym KC KP(b)U, 1918-1919 był przewodniczącym włodzimierskiego gubernialnego komitetu RKP(b), a w 1919 przewodniczącym orłowskiego gubernialnego komitetu RKP(b), później przewodniczącym Komitetu Miejskiego RKP(b) w Groznym i zastępcą dowódcy Północnokaukaskiego Okręgu Wojskowego. Od października 1928 do marca 1930 był rektorem Uralskiego Instytutu Politechnicznego, później dyrektorem Leningradzkiego Instytutu Politechnicznego, od sierpnia 1932 wykładał w tym instytucie na katedrze dyscyplin społecznych, w 1937 objął funkcję dyrektora Irkuckiego Państwowego Instytutu Pedagogicznego.